# NGC 4904
NGC 4904 (również PGC 44846 lub UGC 8121) – galaktyka spiralna z poprzeczką (SBc), znajdująca się w gwiazdozbiorze Panny. Odkrył ją William Herschel 1 stycznia 1786 roku. Jest to galaktyka gwiazdotwórcza, ponadto zaliczana jest do galaktyk Seyferta.